# Thiébaut Maucourt
Pour les articles homonymes, voir Maucourt.
Thiébaut Maucourt, né le 1er février 1835 à Thann (Haut-Rhin) et mort le 27 janvier 1882 à Albi, est un facteur d'orgues français ayant œuvré principalement à Albi et ses alentours.

## Sa vie, son œuvre
Après dix-huit années passées chez Aristide Cavaillé-Coll comme apprenti puis compagnon, il se marie en 1862 à Saint-Affrique avec Alice Fages, le facteur Frédéric Junck étant leur témoin, et s'établit à Albi, boulevard Magenta. Sa carrière fut brève car il meurt à Albi le 27 janvier 1882 à l'âge de 47 ans.
Sa facture est très soignée, avec une traction des notes toujours mécanique et une harmonisation fine et délicate, héritée de son passage chez Cavaillé-Coll. Les tailles de ses tuyaux se rapprochent toutefois plus de celles utilisées par Daublaine & Callinet. Il place souvent 2 trompettes au G.O., conserve les positifs dorsaux, ses récits, au moins jusqu'en 1880, sont incomplets et ses pleins-jeux s'inspirent encore des recommandations de Dom Bédos. Cependant il introduit aussi les jeux typiques de l'esthétique symphonique.

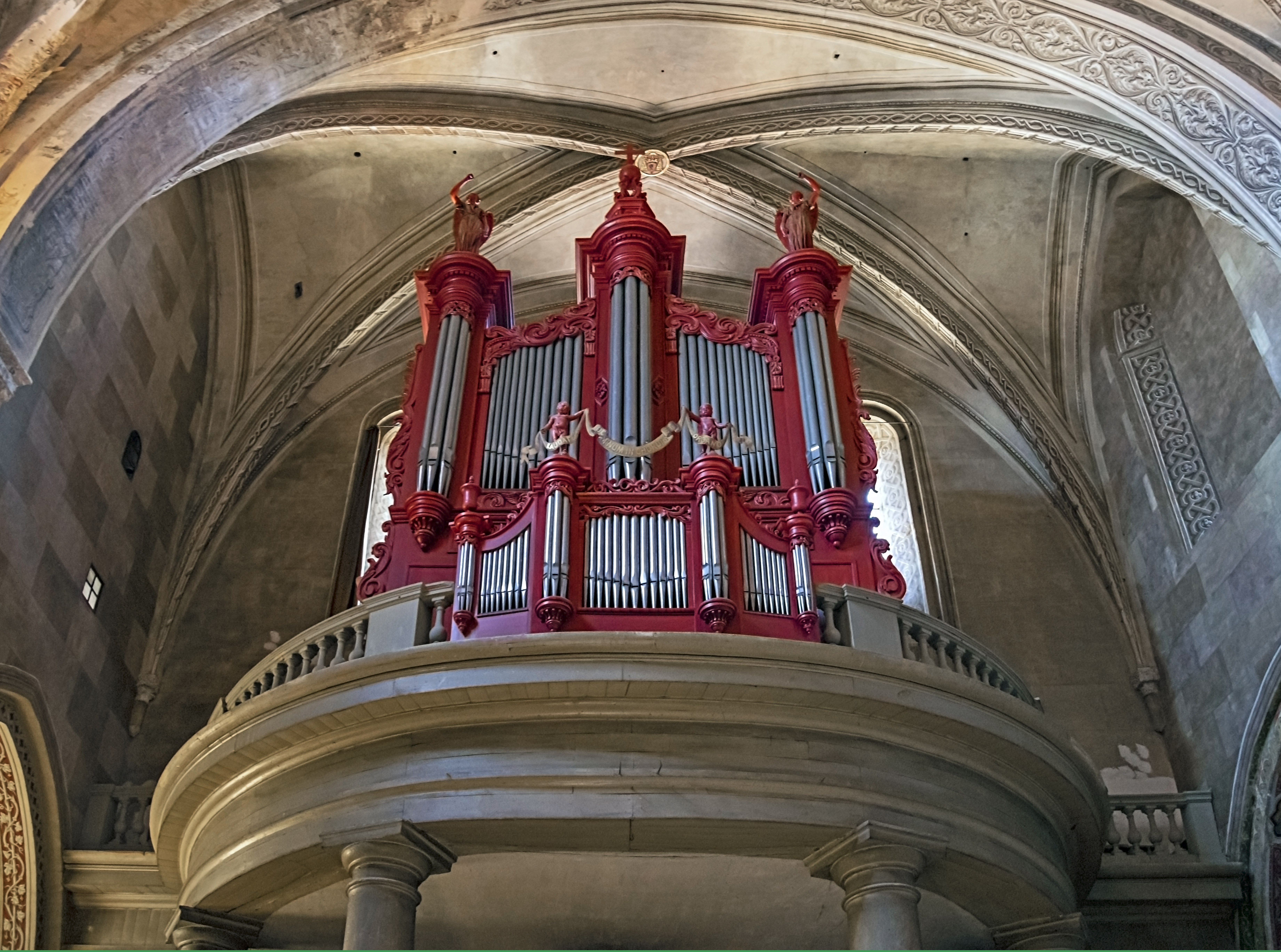
Gaillac, Saint-Pierre

Ses premiers travaux sont réalisés avec le soutien de Junck à : 
- Nant, Saint-Pierre 1862 (en collaboration avec Junck), reconstruction de l'orgue à cylindres de Nicolas-Antoine Lété en 1836,  Classé MH[1];
- Brens, Saint-Eugène 1864,  Classé MH[2];
- Castelnaudary, collégiale Saint-Michel, orgue de chœur 1865,  Classé MH[3];
- Gaillac, Saint-Pierre 1865 (sur un devis de Junck de 1861);
- Albi, pour l'Exposition de 1866.

Puis viennent en 1868 trois restaurations :
- Lézat-sur-Lèze, Église Saint-Jean-Baptiste de Lézat-sur-Lèze;
- Sorèze, Notre-Dame-de-la-Paix, reconstruction totale;
- Saint-Félix-Lauragais, collégiale de Saint-Félix-Lauragais, de Grégoire Rabiny 1781.

Les nouvelles constructions reprennent :
- Albi, pour le jubé de la cathédrale Sainte-Cécile 1869, transféré à l'église Saint-Joseph d'Albi par Théodore Puget en 1886  Classé MH[4];
- Millau, Notre-Dame de l'Espinasse 1874;
- Saint-Gaudens, Collégiale Saint-Pierre, 1875, restauration de l'orgue de Dominique Cavaillé-Coll,  Classé MH[5];
- Lisle-sur-Tarn, Notre-Dame de la Jonquière 1880  Classé MH[6];
- Millau, Temple 1881, restauré par Gérard Bancells de Rabastens en 2007.

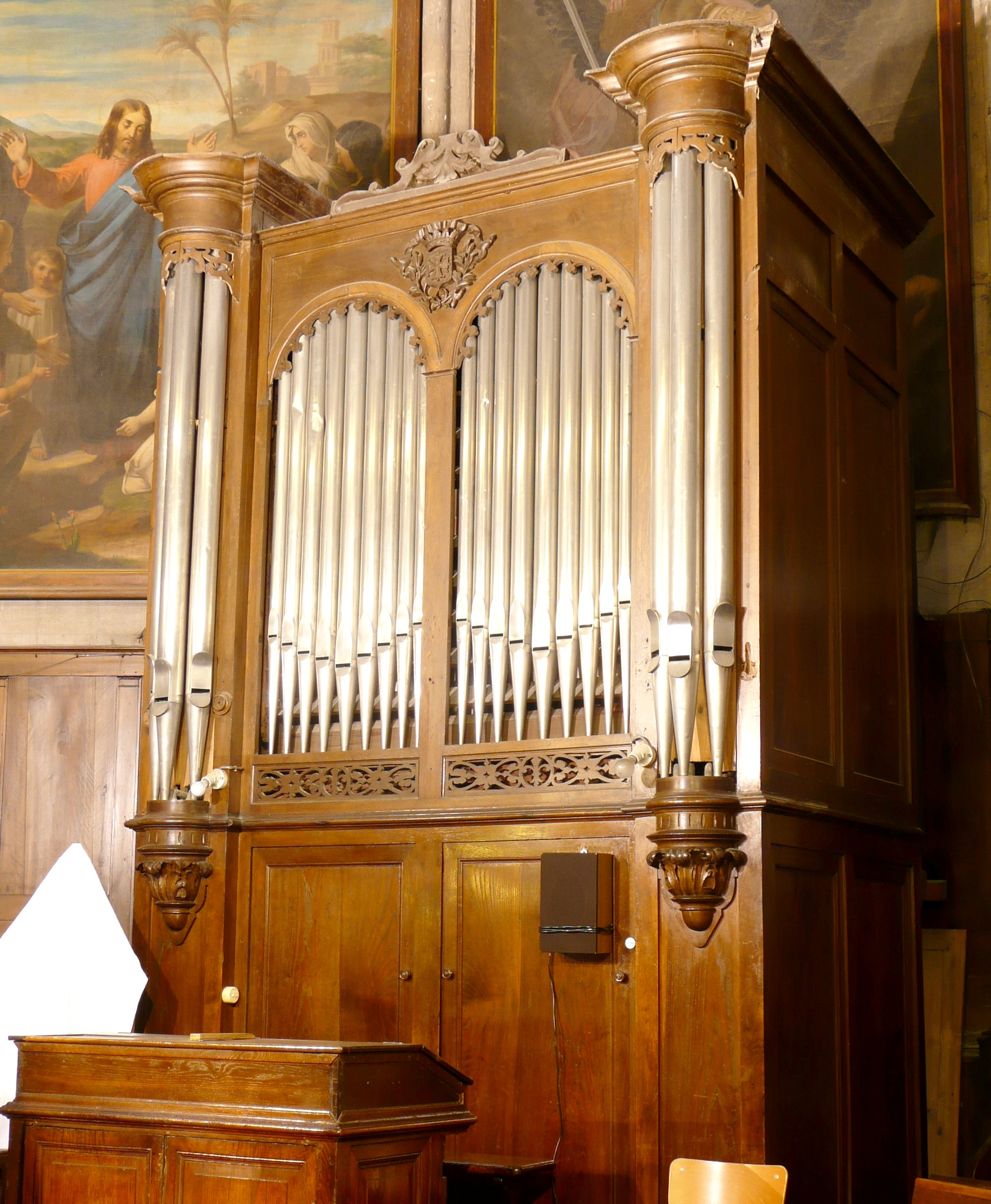
Orgue de chœur de Castelnaudary

### Source
- Orgues en Languedoc-Roussillon. Tome 1, Aude Pyrénées-Orientales, ARAM-LR, chez EDISUD  (ISBN 2-85744-312-9)

## Annexe